# Spirou (datorspel)
Spirou är ett plattformsspel utvecklat och utgivet av Infogrames Entertainment till Sega Mega Drive, SNES och Game Boy 1995. Spelet är baserat på serietidningarna med samma namn.

## Handling
Spirou skall rädda greven av Champignac, som då Spirou besöker en internationell vetenskapskonferens i New York blivit kidnappad, och stoppa sin ärkefiende Cyanida från att med hjälp av sina robotar erövra Jorden.

### Fotnoter
1. ↑  läs online, www.mobygames.com .[källa från Wikidata]
2. ↑  ”Spirou” (på engelska). Mobygames. 20 mars 1995. http://www.mobygames.com/game/snes/spirou. Läst 15 maj 2014.